# پیرسرا (بخش مرکزی ماسال)
پیرسرا یک روستا در ایران است که در بخش مرکزی شهرستان ماسال در استان گیلان واقع شده‌است.

## جمعیت
این روستا در دهستان حومه قرار دارد و براساس سرشماری مرکز آمار ایران در سال ۱۳۸۵، جمعیت آن ۱۹۳ نفر (۵۲ خانوار) بوده‌است.